# بیانیه رفع مسئولیت

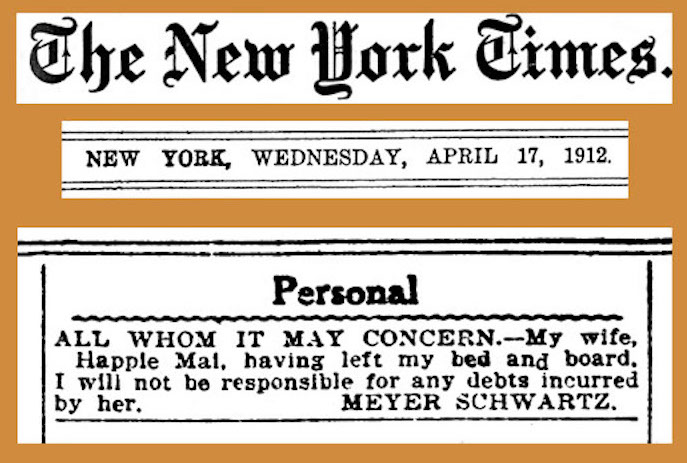
سلب مسئولیت اغلب مربوط به امنیت عمومی یا روابط تجاری است یا همان‌طور که در اینجا نشان داده شده است، ممکن است ماهیت شخصی داشته باشد. انتشار سلب مسئولیت تلاشی برای ارائه اخطار سازنده به مدعیان احتمالی است.

بیانیه رفع مسئولیت یا فراغت نامه عنوان متن یا پیامی است که فرد یا شرکتی با اعلام یا ثبت آن بر روی محصولاتش نسبت به بروز احتمالی برخی خطرات یا آسیب‌ها به هنگام مصرف آن محصول سلب مسئولیت یا اعلام فراغت می‌کند.
بر پایه مفاد قاعده هشدار، هرکس پیش از انجام هرگونه کار زیان‌آور، باید به افراد در معرض خطر، هشدار و آگاهی بایسته جهت گریز از منطقه خطر و جلوگیری از خسارات وارده را بدهد، در صورت بی‌توجهی هشدار گیرنده و ورود زیان به وی، هشداردهنده معاف از مسئولیت مدنی و کیفری خواهد بود. بی‌گمان برای معافیت هشداردهنده طبق قاعده هشدار شرایطی نیز ازجمله روا بودن فعالیت انجام‌شده، رسیدن هشدار به مخاطب، مؤثر واقع‌شدن هشدار و غیره نیاز است.
ارائه بیانیه رفع مسئولیت به تنهایی و به خودی خود ممکن است برای سلب مسئولیت از فرد یا شرکت کافی نباشد و عوامل قانونی دیگری در این زمینه دخیل‌اند.

## نمونه‌ها
متن بیانیه‌های رفع مسئولیت معمولاْ به شکل جملات زیر است:
- تمام مسئولیت محتوای (متنی، تصویر، صوتی، فایل و…) و هرگونه پاسخگویی به ادعاهای مطرح شده توسط اشخاص حقیقی و حقوقی با منتشرکننده است و سرویس ما هیچگونه مسئولیتی نسبت به آن ندارد.
- شبکه ما در هنگام ارائه خدمات خود، تحت هیچ شرایطی در برابر خسارات غیرمستقیم و اتفاقی (از قبیل از دست رفتن اطلاعات و …) مسئولیتی نمی‌پذیرد، حتی اگر این ادعا بر اساس قرارداد، نقض گارانتی (صریح یا ضمنی)، نقض توافقنامه و رویه‌های جانبی آن بوده یا عدم توانایی مشترک در استفاده از محصولات و /یا خدمات ما و/یا به هر علتی موجب از دست رفتن اطلاعات و فایل‌ها باشد، اگر چه شبکه ما احتمال چنین خسارتی را اعلام کرده باشد، برخی شرایط مسئولیت در برابر خسارت ممکن است از حالات فوق مستثنی گردد که در همچین شرایطی مسئولیت شبکه ما محدود به قانون می‌گردد.

یا، تارنمای ما:
1. به هیچ عنوان ضمانت نمی کندکه اطلاعات موجود در این سایت، دقیق، کامل، به روز یا بدون خطا باشد.
2. هیچگونه مسئولیتی در برابر تبعات ناشی از هر گونه استفاده از مضامین این سایت را بر عهده نمی‌گیرد.
3. هیچگونه مسئولیتی در برابر صحت اطلاعات موجود در گزارش‌های تحلیلی تهیه شده توسط کارشناسان این شرکت که بر روی این سایت قرار می‌گیرد بر عهده نمی‌گیرد و نظرات ارائه شده در این گزارش‌ها به هیچ وجه به عنوان توصیه‌ای جهت خرید، فروش یا نگهداری سهام شرکت‌ها و سایر ابزارهای معاملاتی نمی‌باشد و مسئولیت استفاده از این اطلاعات با مراجعه کنندگان به این سایت می‌باشد.